# آرثر بيرسيفال
آرثر بيرسيفال (بالإنجليزية: Arthur Percival)‏ (و. 1887 – 1966 م) هو عسكري من المملكة المتحدة، وماليزيا، والمملكة المتحدة لبريطانيا العظمى وأيرلندا، توفي في مدينة وستمنستر، عن عمر يناهز 79 عاماً.

## التعليم
تعلم في مدرسة رغبي ‏، وStaff College, Camberley ‏.

## الخدمة العسكرية
خدم في الجيش البريطاني.

## جوائز
حصل على جوائز منها:
- الصليب العسكري
- نيشان الامبراطورية البريطانية من رتبة ضابط
- رفيقة اوردر اوف باث
- صليب الحرب 1914-1918 (فرنسا).